# Первомайский (Сысольский район)
Первомайский — посёлок в Сысольском районе Республики Коми. Входит в состав сельского поселения Куниб. 
Расположен в 11 км к северо-востоку от райцентра Визинга.

## Население
| 2010 |
| ---- |
| 932  |